# Mojosarirejo (Driyorejo)
Mojosarirejo is een bestuurslaag in het regentschap Gresik van de provincie Oost-Java, Indonesië. Mojosarirejo telt 10.017 inwoners (volkstelling 2010).